# Jaime García (beisbolista)
Jaime Omar García Rodríguez (Reynosa, Tamaulipas; 8 de julio de 1986) es un lanzador mexicano de béisbol profesional que juega para los Toronto Blue Jays de las Grandes Ligas. Anteriormente jugó con los St. Louis Cardinals, Atlanta Braves, Minnesota Twins, y New York Yankees.

## Carrera profesional

### St. Louis Cardinals
García fue originalmente seleccionado por los Orioles de Baltimore en la 30ma ronda del draft de 2004, pero no fue firmado por el equipo debido a problemas de traducción al español en una prueba escrita. Debido a ello, el jugador decidió entrar al draft de 2005, donde fue seleccionado en la 22da ronda por los Cardenales de San Luis, con la recomendación del scout Joe Almaraz.
Debutó en Grandes Ligas el 11 de julio de 2008 ante los Piratas de Pittsburgh, entrando como relevista. Al finalizar la temporada se sometió a una cirugía Tommy John, por lo que inició la temporada 2009 en la lista de lesionados de 60 días, y al regresar a la organización fue asignado a los Memphis Redbirds de Clase AAA.
En 2010 disfrutó de su primera temporada completa en las mayores. Fue nombrado como el quinto abridor de los Cardenales, por delante de Rich Hill y de Kyle McClellan. Culminó la temporada con marca de 13-8 y 2.70 de promedio de carreras limpias (efectividad), la cuarta mejor de la liga, por lo que quedó en tercer lugar en la votación al Novato del Año de la Liga Nacional detrás de Buster Posey y Jason Heyward.
En 2011 fue nombrado como el tercer abridor del equipo. En su primera apertura de la temporada el 3 de abril, registró el primer juego completo y blanqueo de su carrera, ante los Padres de San Diego. El 13 de julio firmó una extensión de contrato con los Cardenales por cuatro años y $27.5 millones garantizados, con opciones del club por dos temporadas más. Al final de la temporada registró marca de 13-7 con dos juegos completos y dos blanqueos.
García registró marca de 7-7 con 3.92 de efectividad en 20 aperturas en la temporada de 2012, antes de ser inactivado por molestias en el hombro. En 2013, llevaba marca de 5-2 y 3.58 de efectividad antes de someterse a una cirugía en el hombro que lo inactivó desde el 17 de mayo de 2013 hasta el 18 de mayo de 2014. Sin embargo, el 8 de julio informó que se sometería a una cirugía en el hombro izquierdo para corregir un síndrome del opérculo torácico, culminando su segunda temporada consecutiva con menos de diez aperturas.
En mayo de 2015, García retornó a los Cardenales. El 12 de junio registró su ponche 500 ante Omar Infante de los Reales de Kansas City, y el 5 de septiembre consiguió su victoria 50, en el juego que ganaron los Cardenales ante los Piratas de Pittsburgh 4-1, donde también logró superar las 100 entradas lanzadas en una temporada por primera vez desde 2012. Terminó el año con marca de 10-6 y 2.43 de efectividad. El 31 de octubre de 2015, los Cardenales anunciaron que ejercerían la opción de su contrato para 2016 por valor de $11.5 millones.
El 14 de abril, en su segunda apertura de 2016, García lanzó un juego completo ante los Cerveceros de Milwaukee, donde ponchó a 13 bateadores y permitió un solo hit, el primer lanzador zurdo en lograr dichos números en la historia de la franquicia, y el que más ponches consigue desde que Steve Carlton ponchó 16 en 1970.

### Atlanta Braves
El 1 de diciembre de 2016, García fue traspasado a los Bravos de Atlanta a cambio de Chris Ellis, John Gant y Luke Dykstra. En 18 aperturas con los Bravos, registró marca de 4-7 con 4.30 de efectividad, antes de ser traspasado.

### Minnesota Twins
El 24 de julio de 2017, García fue traspasado a los Mellizos de Minnesota junto al receptor Anthony Recker y consideraciones en efectivo, a cambio del prospecto Huascar Ynoa. Solo lanzó un encuentro con los Mellizos, permitiendo tres carreras en 6 2⁄3 mientras registró siete ponches y la victoria.

### New York Yankees
El 30 de julio de 2017, García fue transferido a los Yanquis de Nueva York a cambio de los lanzadores de ligas menores Dietrich Enns y Zack Littell. Se convirtió en el primer lanzador desde Gus Weyhing en 1985 en abrir tres juegos consecutivos en equipos diferentes, y también estableció el menor tiempo en abrir con tres equipos diferentes con solo 15 días entre los tres encuentros. En total, terminó la temporada con marca de 5-10 y 4.41 de efectividad en 27 aperturas entre los tres equipos.